# Arturo Maly
Arturo Francisco Maly (Buenos Aires; 6 de septiembre de 1939 - Morteros; 25 de mayo de 2001), más conocido como Arturo Maly fue un primer actor argentino galardonado con el Premio Martín Fierro y el Cóndor de Plata.

## Biografía
Debutó en la serie de televisión Esta noche... miedo, en 1970.
Hasta su muerte en 2001 hizo más de 50 apariciones en el cine y la televisión en Argentina.
En 1991 ganó el Martín Fierro como mejor actor de reparto por el programa Atreverse. En 1982 recibió un Premio Cóndor de Plata a mejor actor revelación ―aunque llevaba 22 años como profesional― por su labor en Tiempo de revancha.
Actuó en películas argentinas aclamado como La aventura explosiva (1977), Alambrado (1991), Corazón iluminado (1996) y La fuga en 2001.
En el año 2000 participó en el rodaje de la primera película animada con animación digital 3D de la Argentina, Condor Crux donde fiel a su estilo de interpretar villanos, prestó su voz para dar vida al siniestro dictador Phizar. También Maly interpretó al malvado Jorba Tajat en la película animada argentina Los Pintin al Rescate.
En televisión trabajó en Hombres en pugna, Atreverse, Celeste, Nano, Uno más uno, El último verano, Laberinto, El signo y Muñeca brava.

## Fallecimiento
El 25 de mayo de 2001, luego realizar la gira teatral de la obra Sinvergüenzas en la localidad de Morteros (provincia de Córdoba) falleció por un ataque al corazón, mientras se encontraba en el Hostal del Sol, donde el actor se alojaba, fue llevado a la guardia del Sanatorio privado San Roque para tratar de reanimarlo pero ya era tarde. El Actor había tenido un aviso, por aquellos meses había sobrellevado a una hospitalización y una semana antes de su muerte, sufrió un desmayo en la Provincia de Santa Fe y le dieron el alta después examinarlo. Tenía 61 años.

## Trayectoria

### Cine
- Ciudad del sol (2001), como el coronel
- La fuga, como Pedro Escofet
- Campo de sangre (2001), como el juez de instrucción
- Los Pintín al rescate (2000), la voz de Jorba Tarjat.
- Cóndor Crux (2000), la voz de Phizar.
- Operación Fangio (1999), como el embajador Quintana
- El inquietante caso de José Blum (1998), como el Dr. Hamán
- Corazón iluminado (1998).
- El Hombre de la bolsa (Cortometraje, 1997) Como el comisario N. Pardini.
- Momentos robados (1997).
- Geisha (1996), como el comisario Arrieta
- Carlos Monzón, el segundo juicio (1996), como Tonelli
- Cuatro caras para Victoria (1992).
- Alambrado (1991), como Harvey Logan
- The Stranger (1987), como el padre
- Memorias y olvidos (1987).
- La clínica del Dr. Cureta (1987).
- La cruz invertida (1985), como el coronel.
- Tacos altos (1985), como el cliente.
- Los días de junio (1985), como Jorge
- El caso Matías (1985).
- Contar hasta diez (1985), como Pedro Vallejos
- Cuarteles de invierno (1984), como el teniente coronel Suárez
- Noches sin lunas ni soles (1984), como Rubio Páez
- Los hijos de Fierro (1984), como Cruz
- No habrá más penas ni olvido (1983), como Toto
- Últimos días de la víctima (1982), como Rodolfo Külpe
- Tiempo de revancha (1981), como el Dr. García Brown
- Las travesuras de Cepillo (1981).
- La discoteca del amor (1980), como el Dr. J.B.
- La playa del amor (1980), como el director de televisión
- Este loco amor loco (1979).
- La parte del león (1978), como Mario
- La aventura explosiva(1977).
- Los gauchos judíos (1975).
- Gente en Buenos Aires (1974).
- Repita con nosotros el siguiente ejercicio (mediometraje) (1973), como el empleado Arturo

### Televisión
- Amor latino (2000), como Leandro Villegas
- Muñeca brava (1999), como Federico Di Carlo
- El Signo (1997).
- Laberinto sin ley (1997), como el inspector Pujadas
- Como pan caliente (1996).
- El último verano (1996).
- Por siempre mujercitas (1995).
- Poliladron (1995), como el juez Duval
- Nano (1994), como Noel Espada, el villano principal
- Uno más uno (1993), como Osvaldo
- Marie-Galante (1992).
- Celeste (1991), como Bruno Rosetti, el villano principal
- Atreverse (1990).
- Socorro, quinto año (1990) como el profesor
- De carne somos (1989), como el mayordomo Pío
- Ave de Paso (1988).
- Me niego a perderte (1987).
- La isla (1987), en el papel de Mario
- Tiempo cumplido (1987).
- Hombres de ley (1987).
- Cuentos para ver (1986).
- Compromiso (1983).
- Rosa de Lejos (1980), como Jose
- Andrea Celeste (1980).
- Hombres en pugna (1980).
- Mañana puedo morir (1979).
- Somos nosotros (1979), como Roberto
- Profesión, ama de casa (1979), como Gerardo
- Sábados Gigantes (1978)
- Esta noche, como miedo (1970).

### Teatro
- 1972: El círculo de tiza caucasiano
- 2000-2001: Sinvergüenzas